# Champhol
Champhol és un municipi francès, situat al departament de l'Eure i Loir i a la regió de Centre – Vall del Loira. L'any 2007 tenia 3.423 habitants.

## Demografia

### Població
El 2007 la població de fet de Champhol era de 3.423 persones. Hi havia 1.164 famílies, de les quals 168 eren unipersonals (68 homes vivint sols i 100 dones vivint soles), 376 parelles sense fills, 560 parelles amb fills i 60 famílies monoparentals amb fills.
La població ha evolucionat segons el següent gràfic:
Habitants censats

### Habitatges
El 2007 hi havia 1.200 habitatges, 1.171 eren l'habitatge principal de la família, 8 eren segones residències i 21 estaven desocupats. 1.141 eren cases i 58 eren apartaments. Dels 1.171 habitatges principals, 950 estaven ocupats pels seus propietaris, 200 estaven llogats i ocupats pels llogaters i 21 estaven cedits a títol gratuït; 9 tenien una cambra, 45 en tenien dues, 105 en tenien tres, 252 en tenien quatre i 760 en tenien cinc o més. 958 habitatges disposaven pel capbaix d'una plaça de pàrquing. A 479 habitatges hi havia un automòbil i a 635 n'hi havia dos o més.

### Piràmide de població
La piràmide de població per edats i sexe el 2009 era:
| Homes | Edats   | Dones |
| ----- | ------- | ----- |
| 0     | 95 o +  | 0     |
| 0     | 90 a 94 | 0     |
| 8     | 85 a 89 | 16    |
| 8     | 80 a 84 | 12    |
| 16    | 75 a 79 | 40    |
| 36    | 70 a 74 | 52    |
| 48    | 65 a 69 | 52    |
| 52    | 60 a 64 | 24    |
| 56    | 55 a 59 | 72    |
| 152   | 50 a 54 | 124   |
| 112   | 45 a 49 | 144   |
| 92    | 40 a 44 | 80    |
| 148   | 35 a 39 | 124   |
| 76    | 30 a 34 | 108   |
| 80    | 25 a 29 | 76    |
| 84    | 20 a 24 | 32    |
| 124   | 15 a 19 | 112   |
| 160   | 10 a 14 | 120   |
| 176   | 5 a 9   | 92    |
| 104   | 0 a 4   | 64    |

## Economia
El 2007 la població en edat de treballar era de 2.222 persones, 1.686 eren actives i 536 eren inactives. De les 1.686 persones actives 1.598 estaven ocupades (826 homes i 772 dones) i 88 estaven aturades (39 homes i 49 dones). De les 536 persones inactives 195 estaven jubilades, 221 estaven estudiant i 120 estaven classificades com a «altres inactius».

### Ingressos
El 2009 a Champhol hi havia 1.165 unitats fiscals que integraven 3.334,5 persones, la mediana anual d'ingressos fiscals per persona era de 21.911 €.

### Activitats econòmiques
Dels 94 establiments que hi havia el 2007, 1 era d'una empresa alimentària, 7 d'empreses de fabricació d'altres productes industrials, 25 d'empreses de construcció, 19 d'empreses de comerç i reparació d'automòbils, 2 d'empreses de transport, 1 d'una empresa d'hostatgeria i restauració, 2 d'empreses d'informació i comunicació, 3 d'empreses financeres, 3 d'empreses immobiliàries, 10 d'empreses de serveis, 10 d'entitats de l'administració pública i 11 d'empreses classificades com a «altres activitats de serveis».
Dels 37 establiments de servei als particulars que hi havia el 2009, 1 era una oficina bancària, 6 tallers de reparació d'automòbils i de material agrícola, 1 taller d'inspecció tècnica de vehicles, 1 autoescola, 5 paletes, 3 guixaires pintors, 3 fusteries, 3 lampisteries, 6 electricistes, 1 empresa de construcció, 4 perruqueries i 3 salons de bellesa.
Dels 6 establiments comercials que hi havia el 2009, 1 era un hipermercat, 1 una botiga de menys de 120 m², 1 una botiga de roba, 2 botigues d'electrodomèstics i 1 una joieria.
L'any 2000 a Champhol hi havia 4 explotacions agrícoles.

## Equipaments sanitaris i escolars
L'únic equipament sanitari que hi havia el 2009 era una farmàcia.
El 2009 hi havia 1 escola maternal i 1 escola elemental.

## Poblacions més properes
El següent diagrama mostra les poblacions més properes.